# یواس‌اس مئزر (ای‌دی-۳۴)
یواس‌اس مئزر (ای‌دی-۳۴) (به انگلیسی: USS Alcor (AD-34)) یک کشتی بود که طول آن ۴۴۵ فوت (۱۳۶ متر) بود. این کشتی در سال ۱۹۴۱ ساخته شد.